# Estación Sáenz Peña
Sáenz Peña es una estación ferroviaria ubicada en la localidad homónima, partido de Tres de Febrero, Provincia de Buenos Aires, Argentina
Hasta 1938 partía de esta estación el Ramal Sáenz Peña - Villa Luro, que incluía a la estación Villa Real.

## Historia

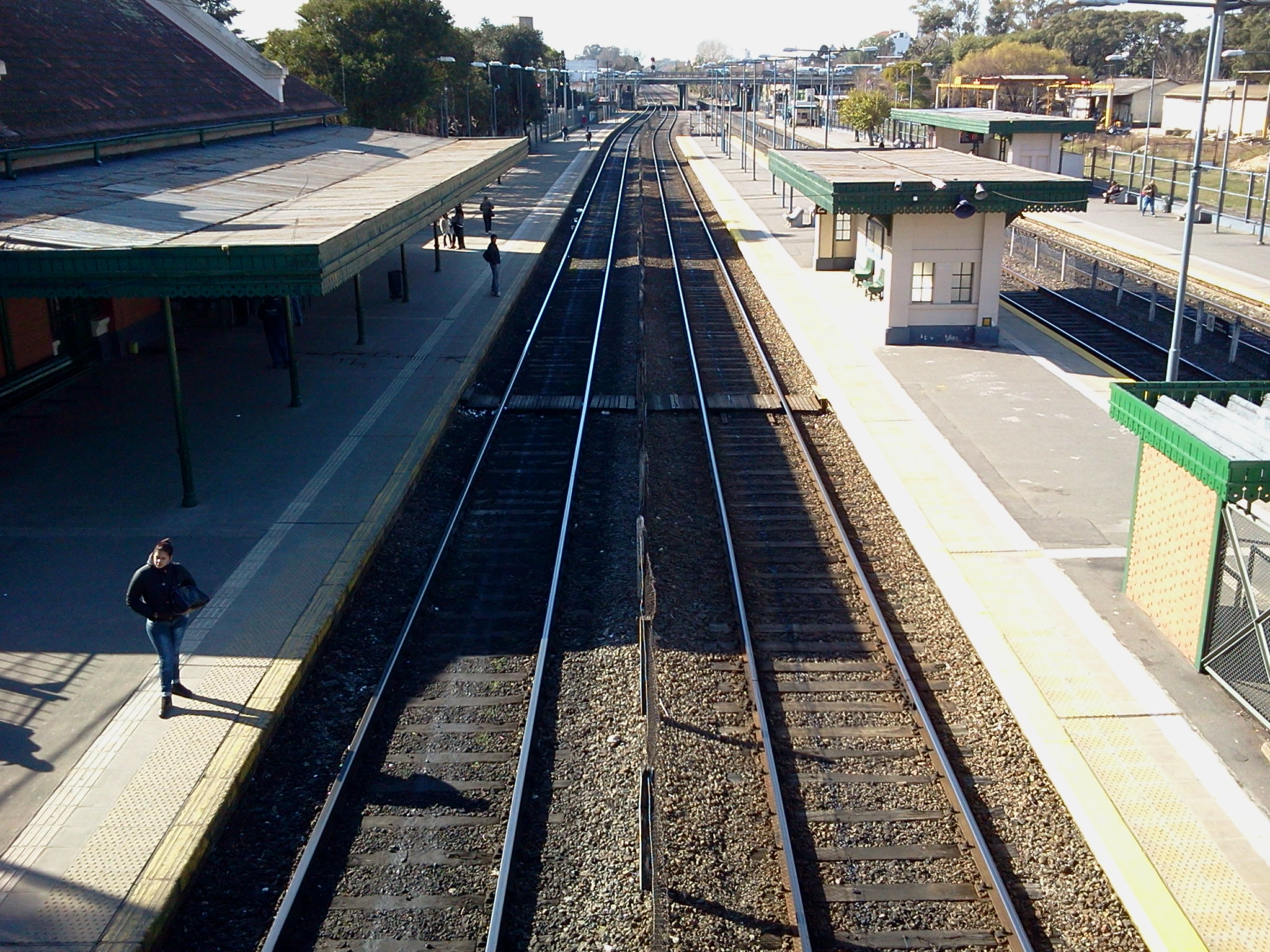
Vías a Retiro en el año 2015

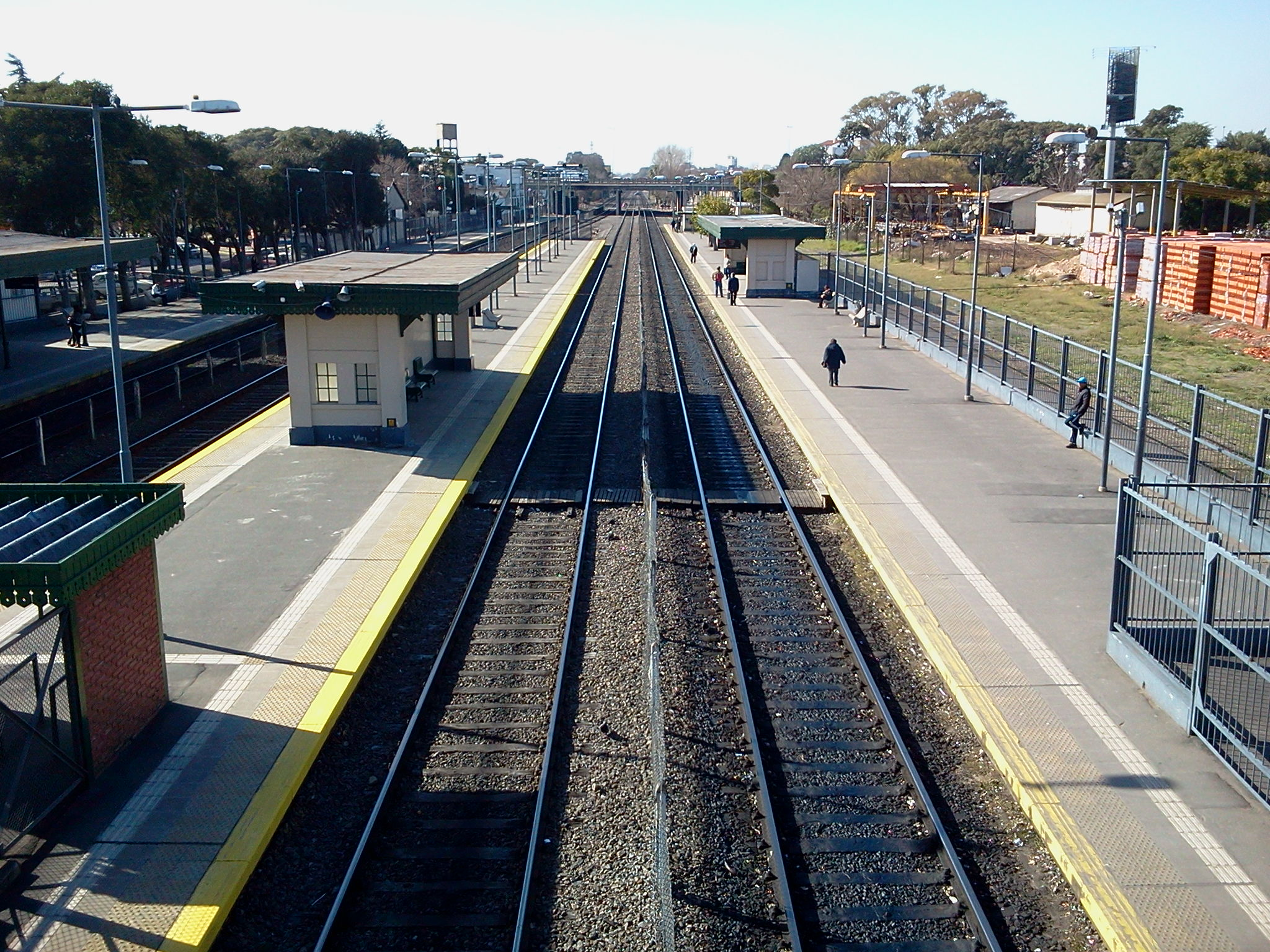
Vías a Cabred (vista a Retiro) antes de la elevación

Fue inaugurada el 1 de diciembre de 1910 por el Ferrocarril Buenos Aires al Pacífico.
La idea de construir la estación data de fines del siglo XIX. El 10 de diciembre de 1907 un decreto del presidente Figueroa Alcorta estableció:

"Siendo un deber el Gobierno honrar la memoria del eminente ciudadano Dr. Luis Sáenz Peña (ex Presidente) recientemente fallecido (4 de diciembre) y debiendo designarse el nombre de la nueva estación que construye el Ferrocarril BAP. Se denominará Sáenz Peña."
Decreto de Figueroa Alcorta

Para entonces la zona era conocida como "Empalme Este" porque de aquí se abrían las vías para la parrilla del Taller Alianza. Los planos de la estación fueron aprobados el 18 de enero de 1910 y la apertura al servicio se realizó a fines de ese año.
Al momento de su inauguración (como estación intermedia del servicio troncal Retiro - Mercedes) de esta estación partía un ramal secundario, el Ramal Sáenz Peña - Villa Luro, que incluía a la estación Villa Real. Este ramal fue desmantelado en 1938.
La estación sufrió pocas modificaciones desde entonces. En el año 2014 se elevaron los andenes para recibir a las nuevas formaciones de la Línea San Martín.
A partir del 20 de septiembre de 2019 presta parada únicamente a la vuelta del servicio Retiro- Junín.

## Características
Posee un edificio principal de estilo neo-tudor, cuatro andenes (dos plataformas laterales y una central), un puente patonal y refugios para las inclemencias del clima. La plataforma lateral del extremo sur originalmente poseía una vía extra (utilizada para el ramal a Villa Luro), permitiendo operar con cinco andenes, pero se encuentra bloqueada y en desuso actualmente.

## Servicios
La estación corresponde a la Línea San Martín de los ferrocarriles metropolitanos de Buenos Aires que conecta las terminales Retiro, José C. Paz, Pilar y Domingo Cabred.
Es una estación intermedia del servicio de larga distancia Retiro-Junín, únicamente en el servicio de vuelta.

## Diagrama
| Plataforma lateral, las puertas abren del lado izquierdo. |                                                                    |
| Andén 4                                                   | Trenes comunes a Retiro (próxima Devoto) →                         |
| Andén 2                                                   | Trenes rápidos a Retiro (no paran) →                               |
| Plataforma central, las puertas abren del lado derecho.   |                                                                    |
| Andén 1                                                   | ← Trenes rápidos a J. C. Paz/Pilar/Cabred (no paran)               |
| Andén 3                                                   | ← Trenes comunes a J. C. Paz/Pilar/Cabred (próxima Santos Lugares) |
| Plataforma lateral, las puertas abren del lado izquierdo. |                                                                    |

## Imágenes

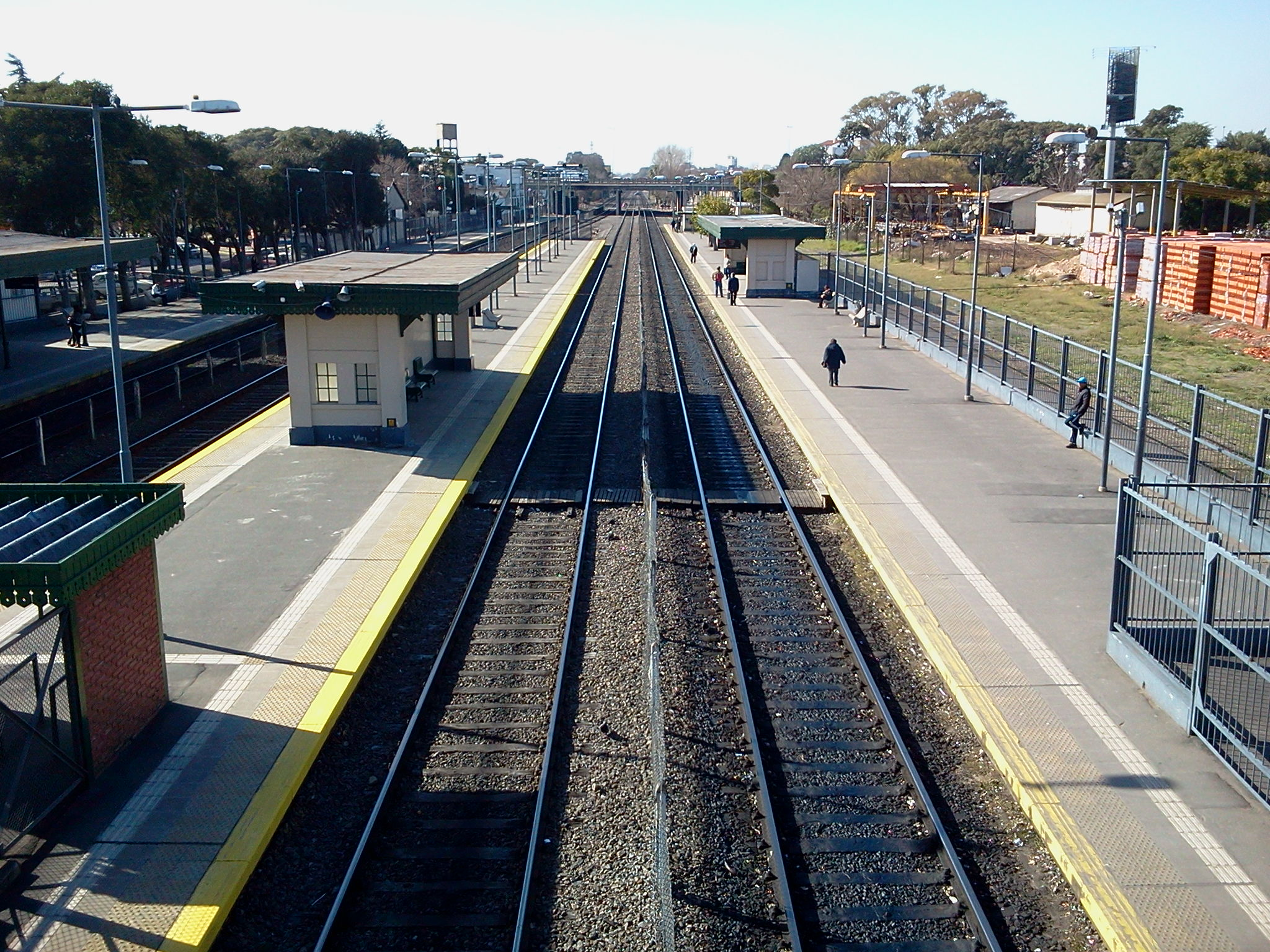
Vías a Cabred (vista a Retiro) antes de la elevación
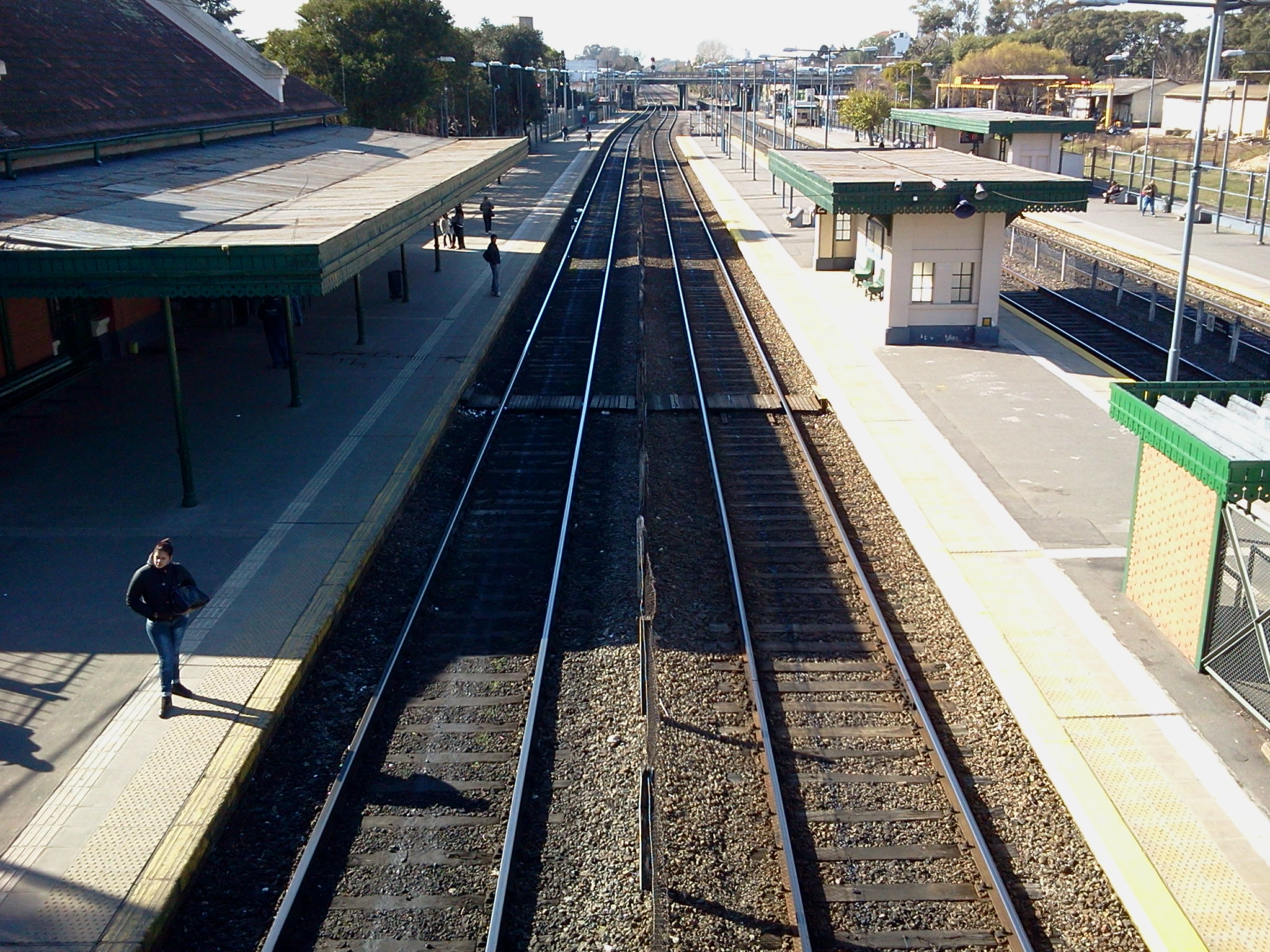
Vías a Retiro antes de la elevación
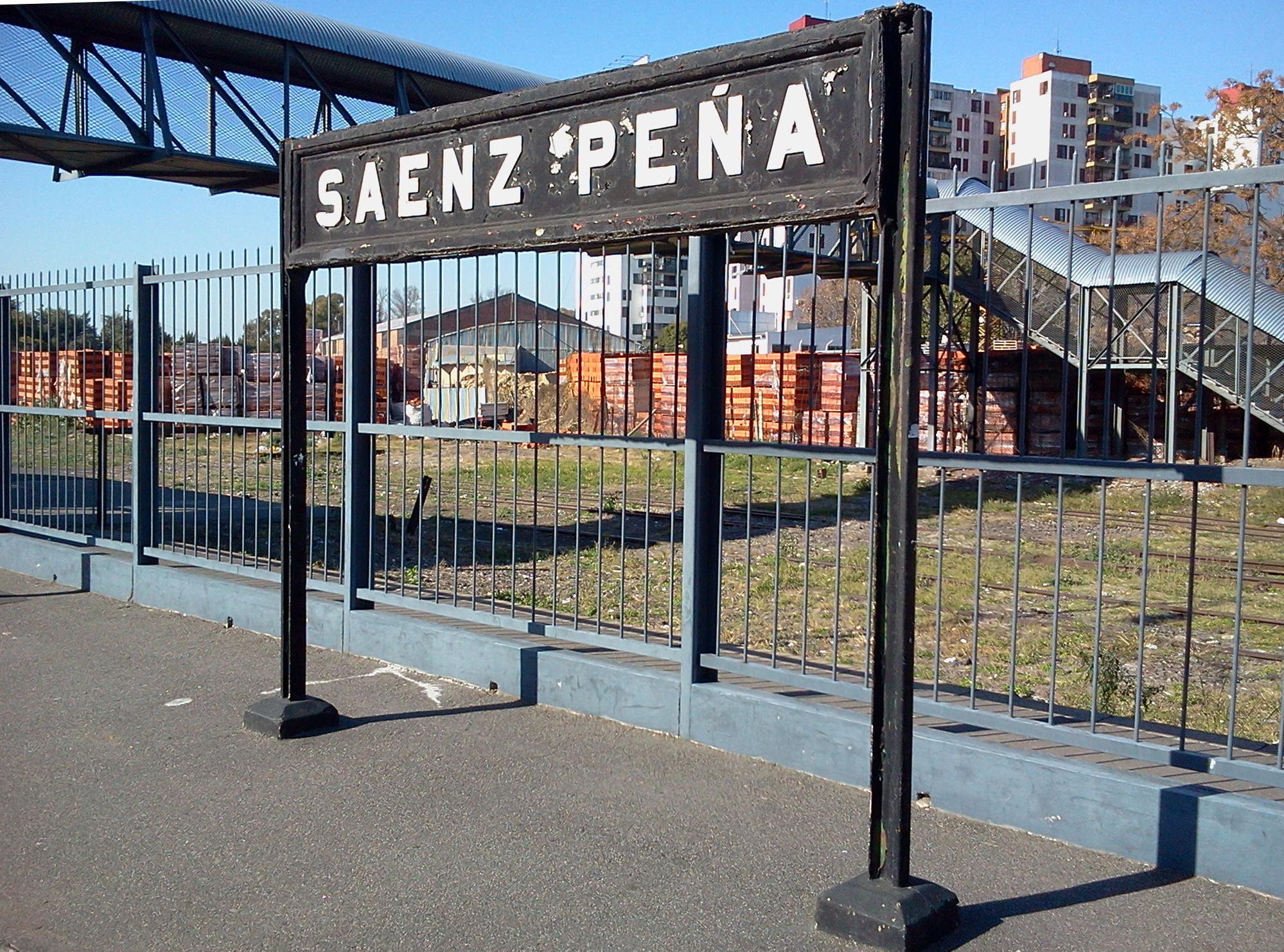
Nomenclador original del BAP
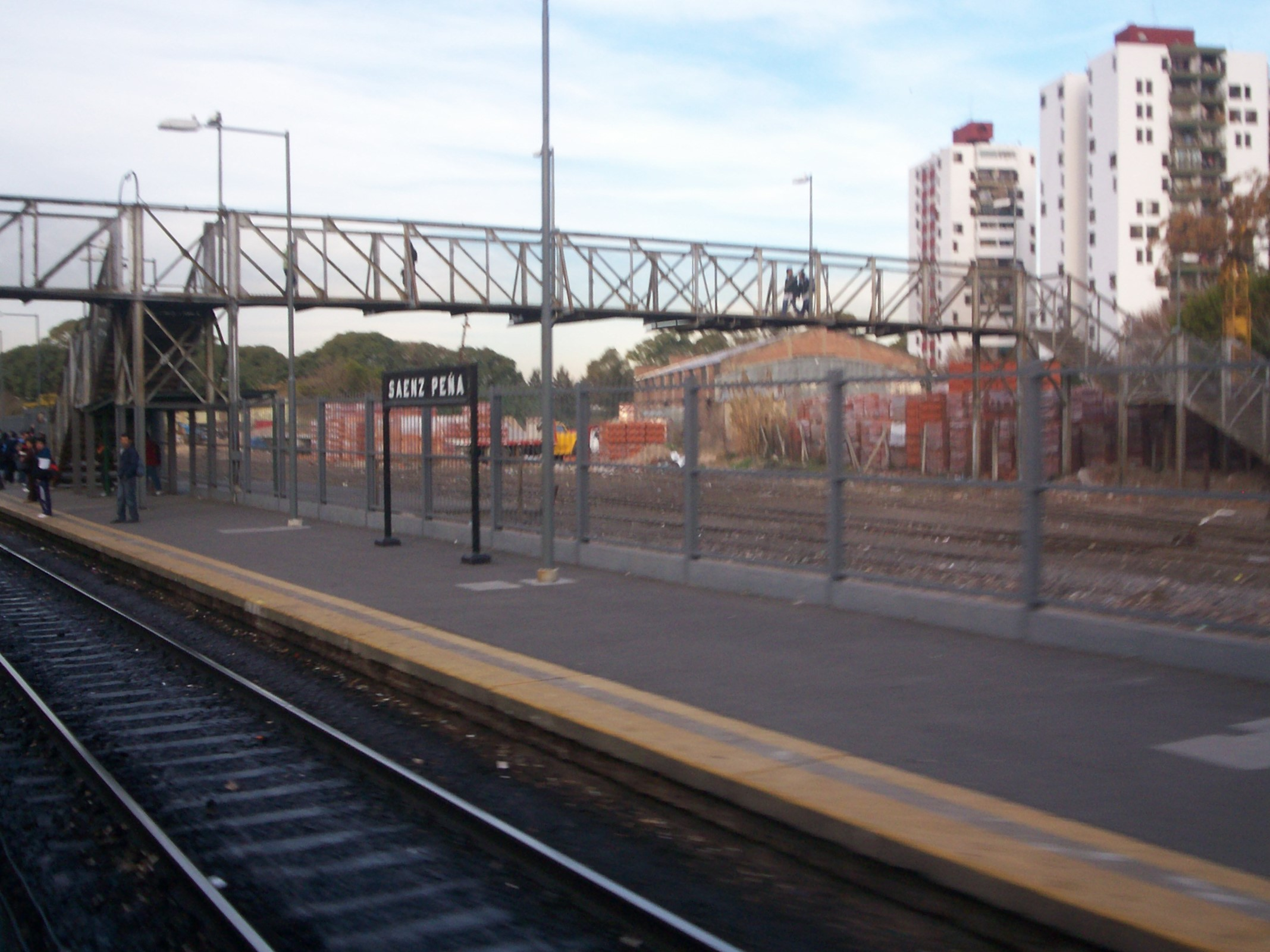
Estación de Saenz Peña a mediados del año 2007
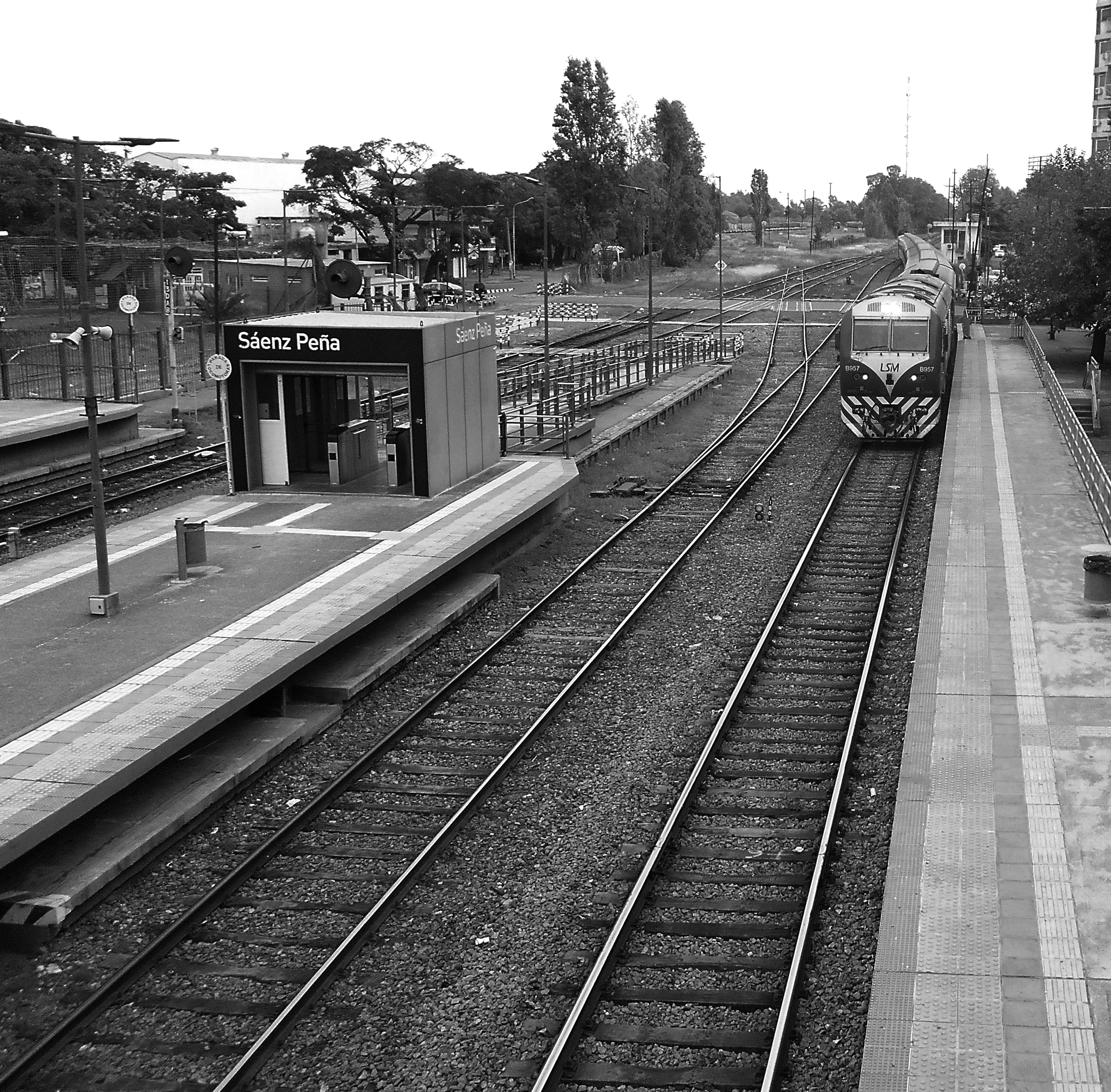